# Guinea (Region)
Guinea ist eine historische Bezeichnung für einen Teil der Westküste Afrikas. Nach dieser unterschiedlich abgegrenzten Region sind mehrere Staaten benannt, die „Guinea“ im Namen tragen (Guinea, Guinea-Bissau, Äquatorialguinea).

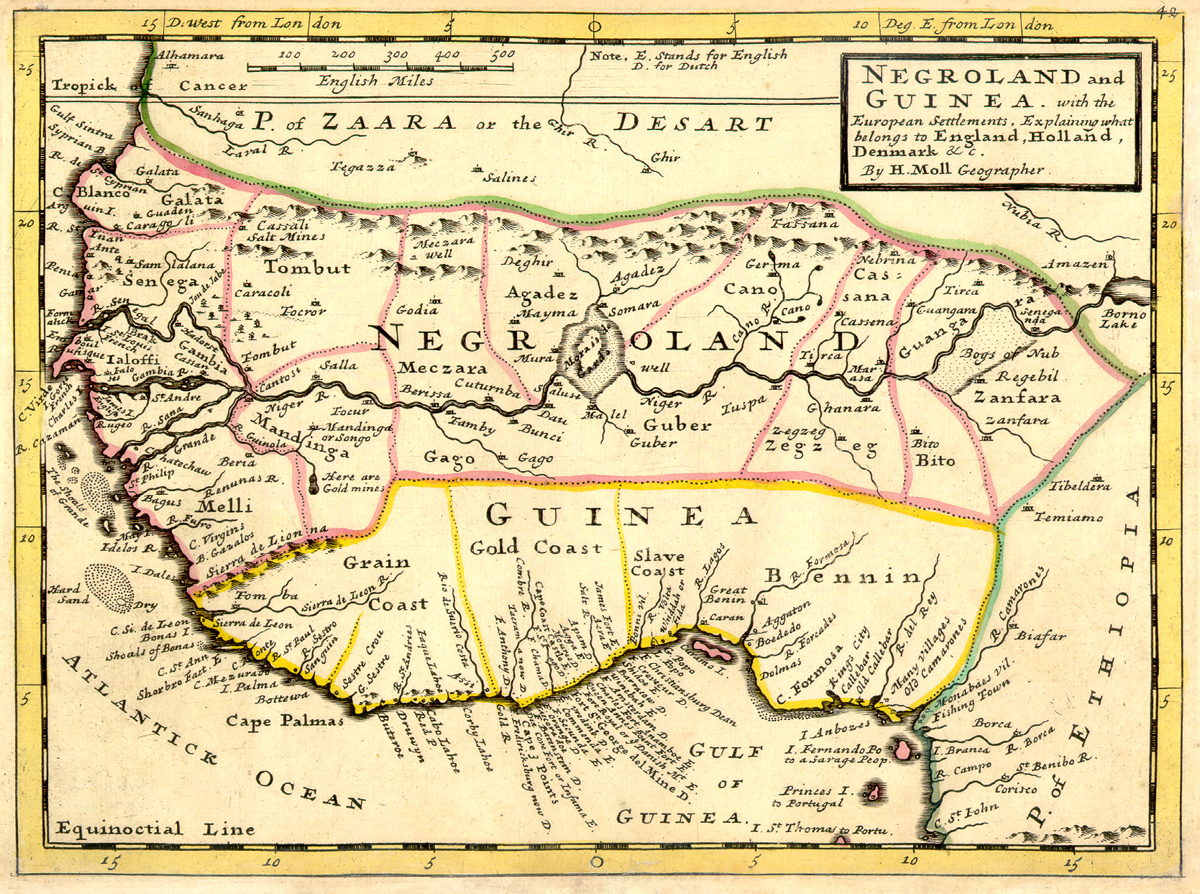
Die Karte von 1727 zeigt die afrikanische Aufteilung unter den Kolonialmächten und markiert Negroland rosa und Guinea gelb

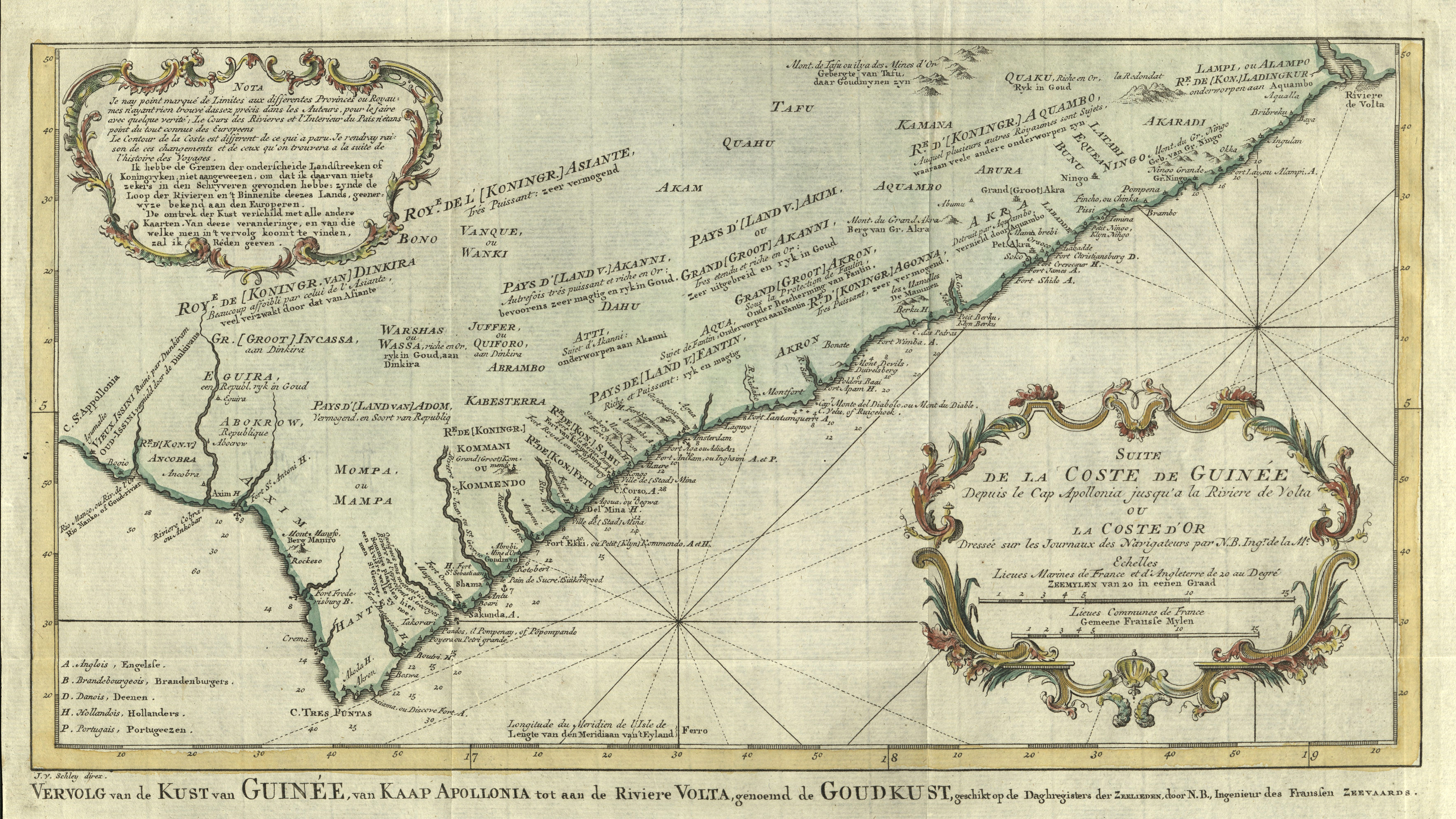
Jakob van der Schley, Verfolg van de Kust van Guinee, 1747

Es gibt keine einheitliche Definition der Region Guinea. Die Wortverwendung hing und hängt von den jeweiligen historischen und sprachlichen Gegebenheiten ab. In der herkömmlichen deutschsprachigen Geographie versteht man darunter einen bis zu 500 km breiten und über 6000 km langen Streifen, der sich entlang der Atlantik-Küste vom Senegal in Westafrika über Teile Zentralafrikas bis nach Angola oder Namibia im südlichen Afrika ausdehnt. In der internationalen (i. d. R. englischsprachigen) Literatur ist es üblicher, lediglich die Küstenregion von Senegal bis Kamerun als Guinea zu bezeichnen.

## Etymologie
Der Name „Guinea“ wird unterschiedlich abgeleitet. Am häufigsten wird die Herleitung vom portugiesischen Wort Guiné genannt, das mutmaßlich Mitte des 15. Jahrhunderts für das Land südlich des Senegal-Flusses eingeführt wurde und von der summarischen Bezeichnung für die dort lebende schwarzafrikanische Bevölkerung guineus abgeleitet ist. Zu Guineus für die schwarzen Bewohner stand das gegensätzliche Azenegues für die eher hellhäutigen Zenaga-Berber (oder „Mauren“) nördlich des Senegal im heutigen Mauretanien. Guineus wird in diesem Zusammenhang vom berbersprachigen Ausdruck Ghinawen oder Aginaw oder Akal n-Iguinawen („Land der Schwarzen“) für die Gebiete südlich der Sahara abgeleitet. Hierauf geht auch der Name Gnawa für eine ethnische Minderheit ehemaliger schwarzer Sklaven in Marokko zurück. Eine andere Herleitung erwähnte erstmals Leo Africanus in seiner 1526 vollendeten „Beschreibung Afrikas“ (La descrittione dell’Africa). Demnach soll „Guinea“ vom Namen des alten Handelszentrums Djenné am Niger im heutigen Mali abgeleitet sein. Ferner wird eine Verbindung mit dem Wort ginèè angeführt, das in der in Guinea vorkommenden Sprache Susu „Mutter“ bedeutet.

## Deutschsprachige Definition

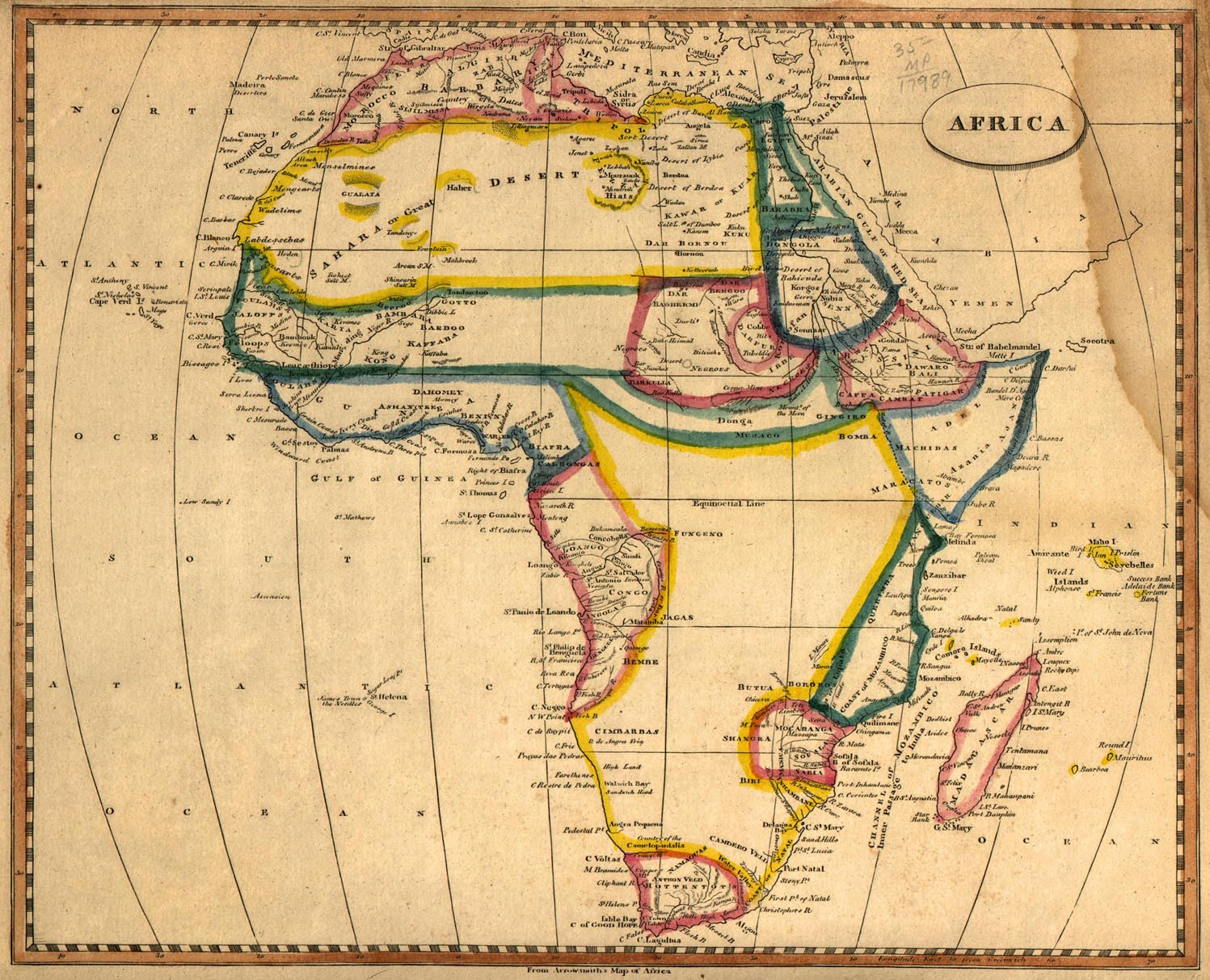
Die westafrikanische Küstenregion (blau) wird auf dieser Karte Afrikas von 1812 als Guinea bezeichnet, südlich davon erstreckt sich eine rotrosa markierte, aber nicht näher bezeichnete Region

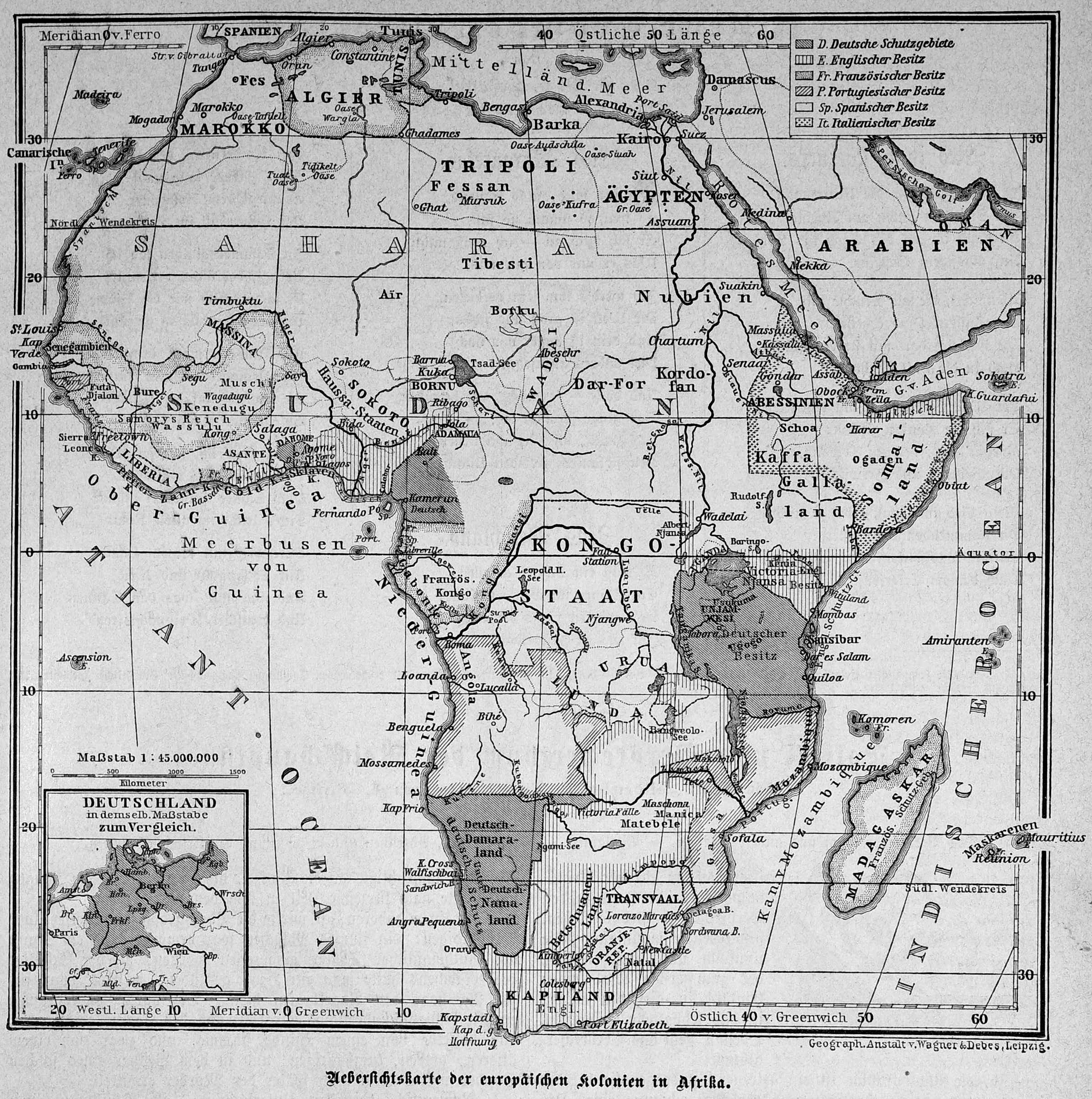
Diese deutschsprachige Karte von 1891 enthält die Bezeichnungen Ober-Guinea und Nieder-Guinea

Nach der deutschsprachigen Definition mit der größten geografischen Ausdehnung erstreckt sich die Region Guinea vom Cap Vert im Senegal bis zum Fluss Oranje, der die Südgrenze Namibias bildet. Diese Küstenlinie wird unterteilt in die Region Oberguinea oder Nordguinea, die sich vom Senegal nach Osten bis zum Kamerunberg an der Biegung des Golfs von Guinea erstreckt und in die sich nach Süden bis Namibia fortsetzende Region Niederguinea oder Südguinea. Der Kamerunberg liegt auch an der ungefähren Grenze zwischen Westafrika und Zentralafrika.
Während Oberguinea, das von der Oberguineaschwelle bestimmt wird, einen breiten Küstenstreifen aufweist, ist die Küste von Niederguinea, das von der Niederguineaschwelle bestimmt wird, eher schmal gegliedert; beide Teilregionen haben tropische Regenwälder und Savannen. Die folgenden Länder liegen teilweise oder ganz in den Großlandschaften Guineas:

### Länder in Oberguinea
- Senegal
- Gambia
- Guinea-Bissau
- Guinea
- Sierra Leone
- Liberia
- Elfenbeinküste
- Ghana
- Togo
- Benin
- Nigeria
- Kamerun

### Länder in Niederguinea
- Kamerun
- Äquatorialguinea
- Gabun
- Republik Kongo
- Demokratische Republik Kongo
- Angola

### Flüsse
Die beiden größten Flüsse der Region Guinea sind der Niger (in Oberguinea) und der Kongo (in Niederguinea).

### Küsten
Die Küstenabschnitte der Oberguineaküste wurden nach den in der Kolonialzeit dort gehandelten Produkten benannt. Von Westen nach Osten waren dies die
- Pfefferküste, auch Kornküste (heute Liberia und Sierra Leone)
- Elfenbeinküste, auch Zahnküste (heute Côte d’Ivoire)
- Goldküste (heute Ghana)
- Sklavenküste (heute Togo, Benin und der Westteil Nigerias)

## Abweichende Definitionen
Außerhalb des deutschsprachigen Raums ist es weniger üblich, die Länder südlich Kameruns der Region Guinea zuzuordnen. „Guinea“ beschränkt sich hier auf das, was nach obiger Definition „Oberguinea“ heißt. Dies kann mitunter zu Verwirrungen führen: In der englischsprachigen Literatur bezeichnet historisch etwa die „Obere Guineaküste“ (Upper Guinea Coast) lediglich den Küstenstreifen von der Mündung des  Gambia bis zum Kap Mount, d. h. Teile der Staaten Gambia, Senegal (Casamance), Guinea-Bissau, Sierra Leone und Liberia.
Auch in der Biogeographie versteht man unter den Guineischen Wäldern Westafrikas nur die Wälder „Oberguineas“ (nach obiger Definition). Dennoch werden diese in sich wiederum in Upper Guinean Forests („Oberguineische Wälder“) und Lower Guinean Forests („Niederguineische Wälder“) unterteilt. Dazwischen liegt die Dahomey Gap.